# Charltona actinialis
Charltona actinialis är en fjärilsart som beskrevs av George Francis Hampson 1919. Charltona actinialis ingår i släktet Charltona och familjen Crambidae. Inga underarter finns listade i Catalogue of Life.